# Energica Motor Company
 (octobre 2021).
Si vous disposez d'ouvrages ou d'articles de référence ou si vous connaissez des sites web de qualité traitant du thème abordé ici, merci de compléter l'article en donnant les références utiles à sa vérifiabilité et en les liant à la section « Notes et références ».
Energica Motor Company était un constructeur italien de motos électriques haut de gamme, basé à Modène.

## Histoire
Le projet Energica est lancé en 2010 à Modène, en Italie, par CRP Group, une société internationale impliquée dans les commandes numériques par ordinateur d'usinage et la fabrication additive avec Frittage sélectif par laser de matériaux. Energica Motor Company sera officiellement fondée en 2014 dans le but de créer des motos durables à hautes performances.
Le 28 mars 2022, Energica Motor Company est radiée de la Bourse de Milan : la société a été privatisée et retirée de la liste par Ideanomics (en) laquelle a acquis une participation de 72,42 %. Cette transaction est menée par FirstEurope Investment Bank, une société privée basée à New York, NY. La famille Cevolini, fondatrice du CRP Group, conserve une participation de 17,62 % dans Energica.
En octobre 2024, la société dépose le bilan en raison de ventes trop faibles.

## Modèles

### Energica Ego

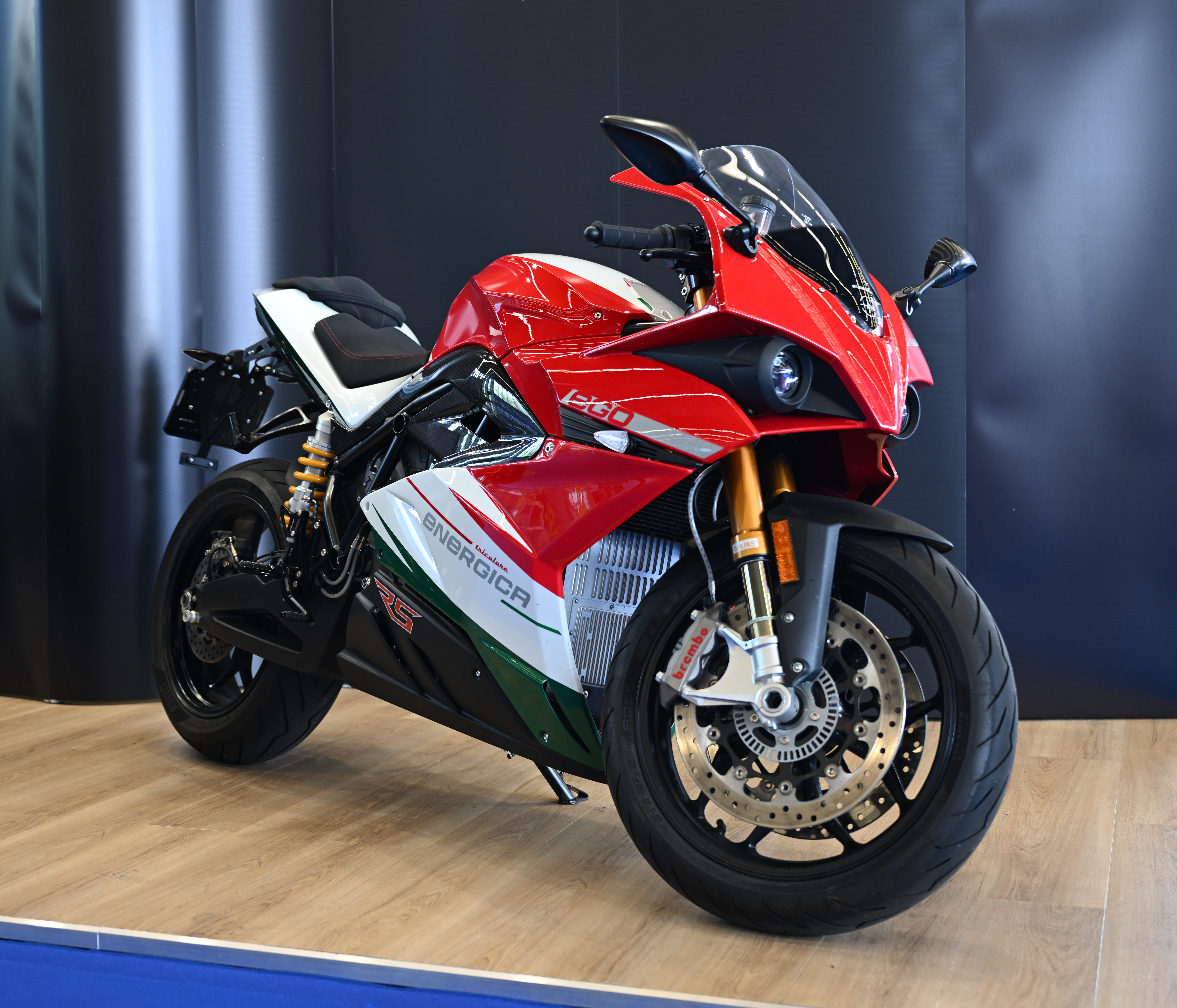
L'Energica Ego en 2022.

L'Energica Ego est une moto de type sportive. En 2012, le premier prototype fonctionnel d'Energica est présenté à l'EICMA de Milan. Il arrivera sur le marché en 2015.

### Energica Eva
En 2014, à l'EICMA, la nouvelle entreprise présente son deuxième modèle, l'Energica Eva. Le streetfighter Eva partage le même groupe motopropulseur électrique et le même châssis que l'Ego avec un moteur limité à 80 kW de puissance et une vitesse de pointe limitée à 200 km/h.
En 2016, la livraison de l'Eva débute pour les premiers clients.

### Energica Eva EsseEsse9

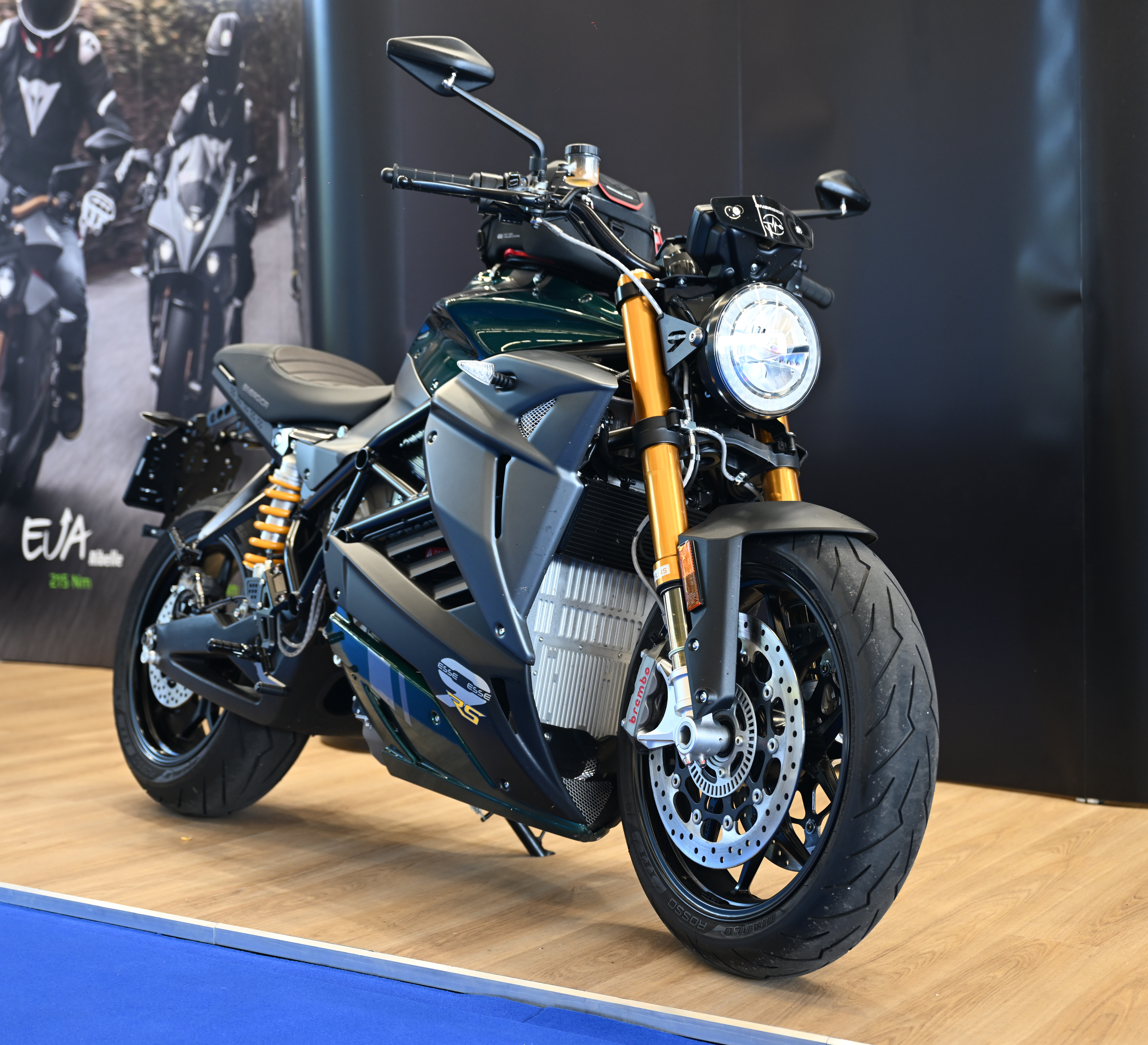
Energica EsseEsse9+ RS.

En 2017, l'Energica Eva EsseEsse9 est un roadster aux allures de café racer.

### Energica Eva Ribelle
L'Energica Eva Ribelle (« Rebelle ») est une moto de type roadster. En 2019, l'Eva est remplacée par l'Eva Ribelle, partageant la même batterie, le même couple et la même puissance que l'Ego+ avec une vitesse de pointe limitée à 200 km/h.

### Energica Experia
En 2022 sort le trail Experia. Ce modèle est équipé d'une nouvelle batterie de 22,5 kWh maximum (19,6 kWh nominal), capable d'une autonomie de 240 km sur route et de 400 km en ville. Alors que le moteur de 80 kW est inférieur aux modèles Ego et Eva et a une vitesse de pointe réduite à 180 km/h, il est plus léger et positionné plus bas que sur les autres modèles.

## Compétition - MotoE
Energica a été sélectionné comme fournisseur officiel exclusif du championnat du monde de motos électriques MotoE pour les saisons de 2019 à 2022. Pour cette nouvelle catégorie du championnat du monde de vitesse moto, des Energica Ego sensiblement modifiées et baptisées « Ego Corsa » étaient utilisées par l'ensemble des pilotes.